# Facundo Conte
Facundo Conte (Vicente López, 25 de agosto de 1989) es un exjugador argentino de voleibol. Su último club fue el Club Ciudad de Buenos Aires de la Liga Argentina de Voleibol ACLAV. Formó parte de la Selección nacional con la que obtuvo la medalla de bronce en los Juegos Olímpicos de Tokio 2020.

## Carrera deportiva
Debuta en Argentina con la camiseta del Rosario Sonder en la temporada 2005-06, donde gana una Copa ACLAV. Luego, en la siguiente temporada, se traslada a GEBA, jugando junto a su padre.
Se muda a Italia en la temporada 2007-08, jugando con el Pallavolo Catania durante dos temporadas, teniendo como entrenador a su padre. En la temporada 2009-10 acompañó a su padre a la Zinella Volley Bologna, aún en la categoría de la Serie A2, para luego debutar en la Serie A1 en la siguiente temporada, cuando es fichado por la Lube, con la que gana una Challenge Cup. Al inicio de la temporada 2011-12 juega con el Umbria Volley para luego trasladarse, en diciembre, al Gabeca Pallavolo.
En la temporada 2012-2013 se traslada a Rusia, jugando en el Dinamo Krasnodar, mientras que en la siguiente es contratado por el club polaco Skra Bełchatów, conquistando el campeonato local 2013-14, la Supercopa polaca 2014 y la Copa de Polonia 2015-16.
Después de tres años en el club polaco, en la temporada 2016-17 se une al Shanghai Golden Age, con el que disputa la máxima liga china conquistando dos títulos nacionales consecutivos; en el período entre las dos temporadas, juega en la Qatar Volleyball League con el El-Jaish SC.
Regresa a Sudamérica en la temporada 2018-19, participando en la Serie A de la Superliga de Brasil con el FUNVIC Taubaté, con el que se corona campeón nacional. En la siguiente temporada se une al Sada Cruzeiro, nuevamente en la máxima liga brasileña, donde permanece durante dos años, ganando el Campeonato Sudamericano de Clubes de Voleibol Masculino de 2020 y dos ediciones consecutivas de la Copa del Brasil.
En 2020 recibió el Diploma al Mérito de los Premios Konex como uno de los 5 mejores jugadores de vóley de la última década en Argentina. 
Para la temporada 2021-22 regresa a Polonia aceptando la oferta del Warta Zawiercie, sin embargo en la siguiente vuelve a su país para disputar la Liga de Voleibol Argentina con el Ciudad Voley.

### Selección nacional
La primera participación de Conte con la selección de voleibol de Argentina fue con el equipo Sub-19 durante el Campeonato Mundial Sub-19 de 2007 donde finalizaron en el 4° puesto. Luego debutó en la categoría superior durante la Copa América de Voleibol de 2008, que se celebró en Brasil (de nuevo cuarto). Conte fue también parte del equipo juvenil nacional que ganó el Campeonato Sudamericano Sub-19 de 2008, derrotando a Brasil en la final y rompiendo un período de 26 años sin ganar el torneo.
En 2009 jugó su primera Liga Mundial, terminando quinto con la selección Argentina. Durante ese año, Conte también ayudó a Argentina a terminar tercero en el Campeonato Mundial Sub-19, la mejor posición del país en la historia del torneo hasta ese momento.
En 2010, participó en la Liga Mundial, en la que Argentina perdió los 12 partidos disputados. En septiembre de ese año, Conte fue seleccionado por el entrenador Javier Weber para participar en el  Campeonato Mundial FIVB y ser vice-capitán del equipo a pesar de tener sólo 21 años.
En 2012, integró la Selección nacional que obtuvo el quinto puesto en los Juegos Olímpicos de Londres 2012. En 2015, junto a la Selección, obtuvo la medalla de oro en los Juegos Panamericanos realizados en Toronto, Canadá, tras vencer a Brasil por 3-2. En 2016, la Selección repitió lo logrado cuatro años atrás y terminó en el quinto puesto en los Juegos Olímpicos de Río de Janeiro 2016. 
En 2021 fue parte de la Selección que ganó la medalla de bronce en los Juegos Olímpicos de Tokio 2020 tras vencer a Brasil 3-2. 
En agosto de 2023, obtuvo la medalla de oro en el Campeonato Sudamericano venciendo a Brasil 3-0.
En los Juegos Olímpicos de París 2024, luego de la eliminación de Argentina contra Alemania en fase de grupos, anunció su retiro de la selección nacional de voleibol vistiendo así 20 años esta camiseta y continuando el legado de su padre en la selección siendo medallista olímpico en Tokio 2020 frente a Brasil como su padre Hugo Conte en los Juegos Olímpicos de 1988 en Seúl.

## Vida personal
Facundo es hijo del exjugador y medallista olímpico de voleibol Hugo Conte.

## Premios
- Olimpia de Plata (2021)[14]

- Olimpia de Plata (2024)[15]